# Linh dương Nyala miền núi
Linh dương Nyala miền núi (Tragelaphus buxtoni) là một loài linh dương thuộc họ Trâu bò, bộ Artiodactyla. Loài này được Lydekker mô tả năm 1910. Linh dương Nyala miền núi thường sống ở Oromia, Ethiopia với tên gọi là gadumsa, nơi chúng sinh sống trong rừng có độ cao lớn ở một vài nơi tại trung tâm Ethiopia. Linh dương Nyala miền núi cao khoảng một mét vai và nặng 150–300 kg, con đực lớn hơn con cái. Nó bộ lông màu nâu xám đôi khi có rõ sọc và đốm trắng mờ ảo. Có khoảng 2.500 cá thể đang tồn tại, đang bị đe dọa chủ yếu do sự xâm lấn của quá nhiều người trong môi trường sống của chúng.